# Radioizotop
Un radioizotop este un izotop care este radioactiv (de aceea mai este numit câteodată izotop radioactiv). Radioizotopii sunt practic atomi cu un nucleu instabil, care au proprietatea unui izotop, anume că au același număr atomic, dar număr de masă diferit.